# Montemagno (Calci)
Montemagno (auch Montemagno Pisano, Monte Magno di Calci oder Monte Magno della Verruca) ist ein Ortsteil (Fraktion, italienisch frazione) der italienischen Gemeinde Calci in der Provinz Pisa in der Toskana.

## Geografie
Der Ort liegt etwa zwei Kilometer südöstlich des Hauptortes Calci, etwa 10 km östlich der Provinzhauptstadt Pisa und etwa 60 km westlich der Regionalhauptstadt Florenz im pisanischen Arnotal (Val d’Arno di Pisa). Der Ort liegt bei 198 m s.l.m. und hatte 2001 350 Einwohner. 2011 waren es 344 Einwohner., 1833 755 Einwohner, 1745 644 Einwohner und 1551 522 Einwohner. Montemagno liegt etwa 1,5 km nördlich des Berges Monte Verruca (537 m). Der Fluss Arno verläuft etwa 4 km südwestlich des Ortes, sein Zufluss Zambra (Zambra di Calci) fließt etwa 2 km westlich. Dieser wird durch den Zambra di Montemagno gespeist, der durch Montemagno fließt. Die Kirchen des Ortes liegen im Erzbistum Pisa.

## Geschichte
Erstmals erwähnt wurde der Ort 780 bei der Gründung der Abtei Badia di San Savino a Cerasiolo (gehört heute zum Gemeindegebiet von Cascina, Ortsteil Montione). Hierbei wurde die Kirche San Gregorio erwähnt. Die Zugehörigkeit der Kirche zu San Savino wurde durch die Päpste Alexander III. (1175), Coelestin III. (1193) und Johannes XXII. bestätigt. Im 11. Jahrhundert entstand am höchsten Punkt der Gemeinde, Bonifacia genannt, eine Festung, die später zur Kirche Santa Maria ad Neves wurde. Unbelegt ist die vermutete Geburt von Papst Eugen III. im Ort, die um 1153 stattgefunden haben könnte. 1238 trat der Ort der in Santa Maria a Monte gegründeten Lega ghibellina bei. Im 13. und 14. Jahrhundert existierte im Ort ein Ospedale, das zum Konvent Sant’Agostino di Nicosia (im heutigen Ortsteil Rezzano-Nicosia) gehörte. Montemagno gehörte zur Republik Pisa, bis diese von Florenz eingenommen wurde und später in das Großherzogtum Toskana eingegliedert wurde. 1880 wurde Montemagno Ortsteil von Calci.

## Sehenswürdigkeiten
- Santa Maria ad Nives, Kirche im Ortskern und am höchsten Punkt des Ortes, Bonifacia genannt. Wurde erstmals 1179 als zur Pieve von Calci zugehörig erwähnt (heute Pieve dei Santissimi Giovanni ed Ermolao). 1573 erhielt die Kirche das Taufrecht. Der Campanile entstand zwischen 1786 und 1811, hierbei wurden die Glocken des Monastero di San Paolo all’Orto di Pisa verwendet.[4]
- San Martino, Kirche, die erstmals im 11. Jahrhundert erwähnt wurde. Gesichert dokumentiert wurde sie 1276/1277. Der Campanile entstand 1746, der zur Kirche gehörige Friedhof 1863.[6]
- Oratorio di San Rocco, Kapelle/Oratorium am Ortsrand, die 1632 errichtet wurde und durch Überlebende der Pest von 1630 entstand.[5]
- San Lorenzo al Sasso, Kirche in der Località San Lorenzo (früher San Lorenzo ad Anghio[7]), die erstmals 1174 erwähnt und 1276/1277 dokumentiert wurde. Ab dem 14. Jahrhundert gehörte sie zum Monastero di Nicosia, ab 1575 unterstand sie der Kirche Santa Maria ad Nives und ab 1593 durch Dekret des Erzbischofs von Pisa, Carlo Antonio Dal Pozzo (1582–1607), dem Monastero di San Paolo all’Orto di Pisa.[8]

## Bilder

Bilder von Lago Boracifero
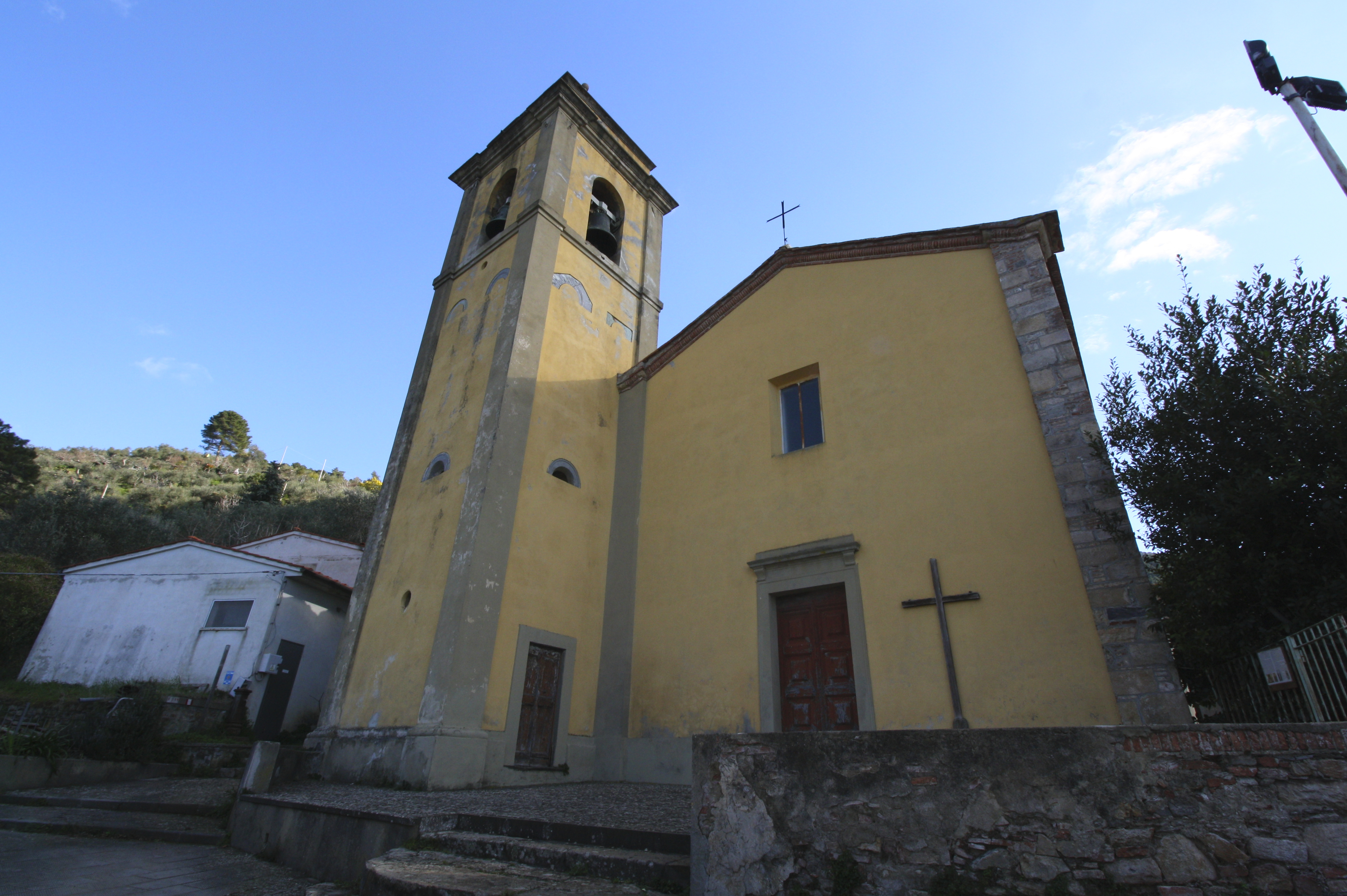
Santa Maria ad Nives
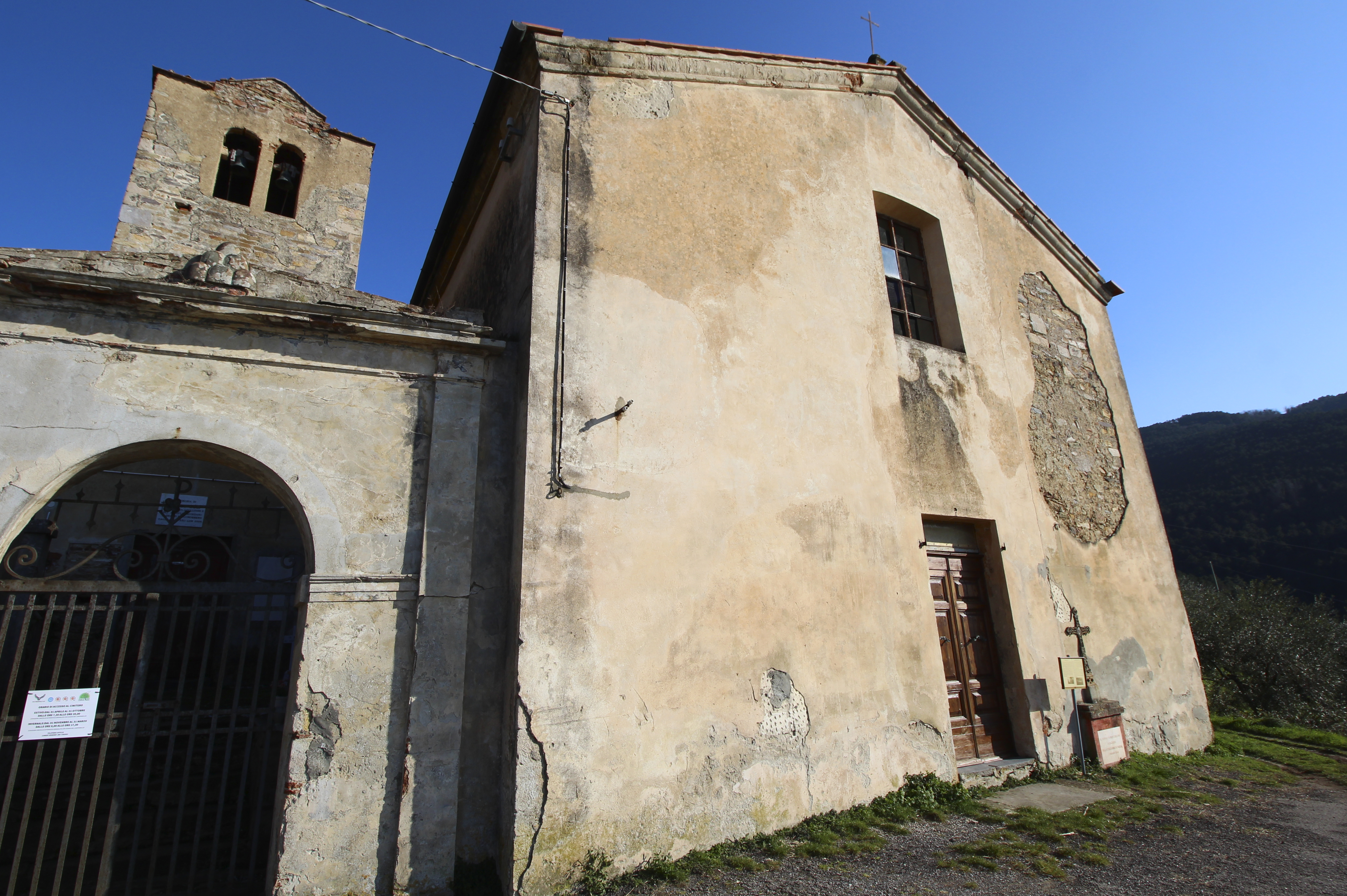
San Martino
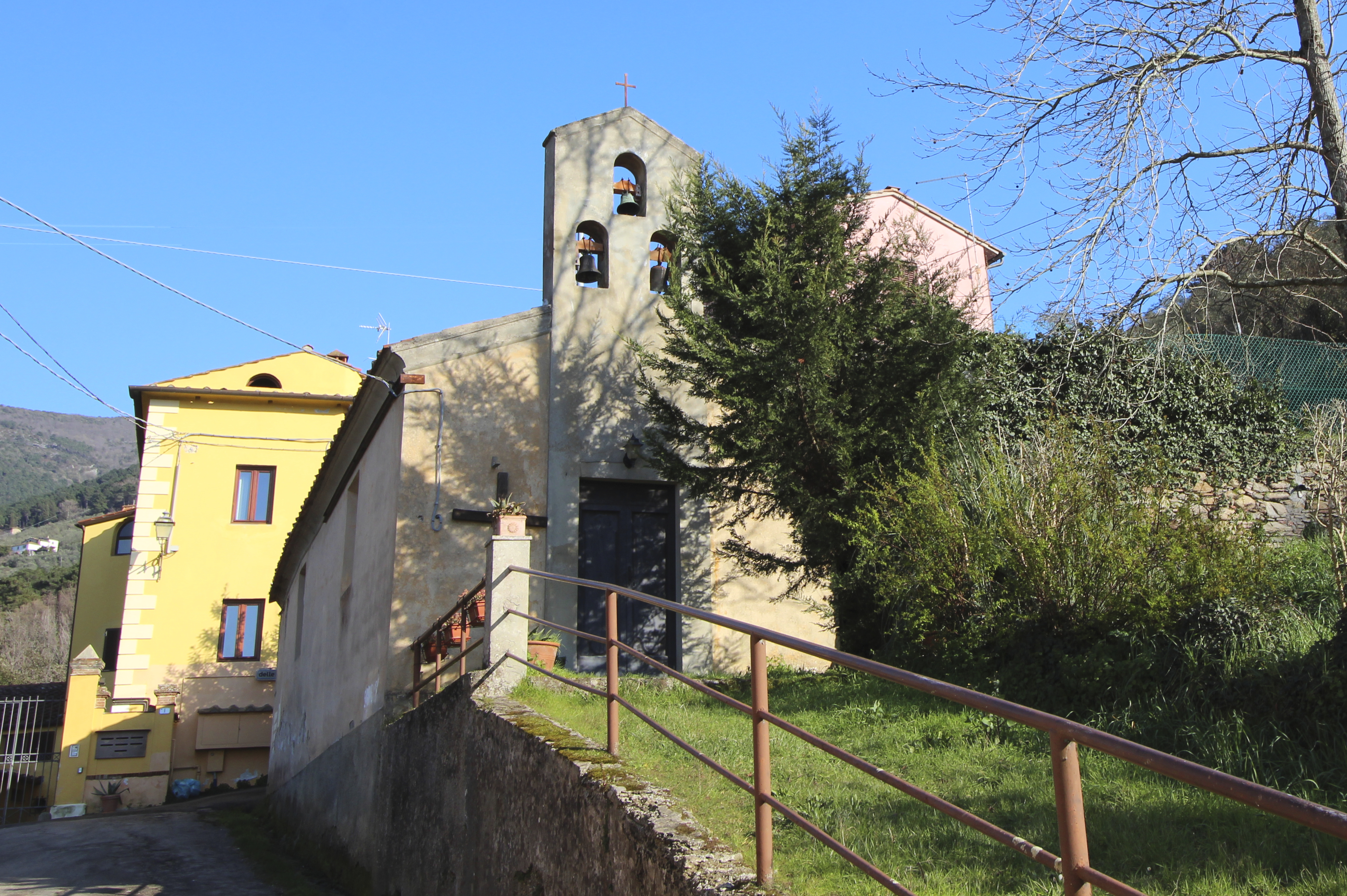
San Lorenzo al Sasso